# Liste der Opfer der Köpenicker Blutwoche

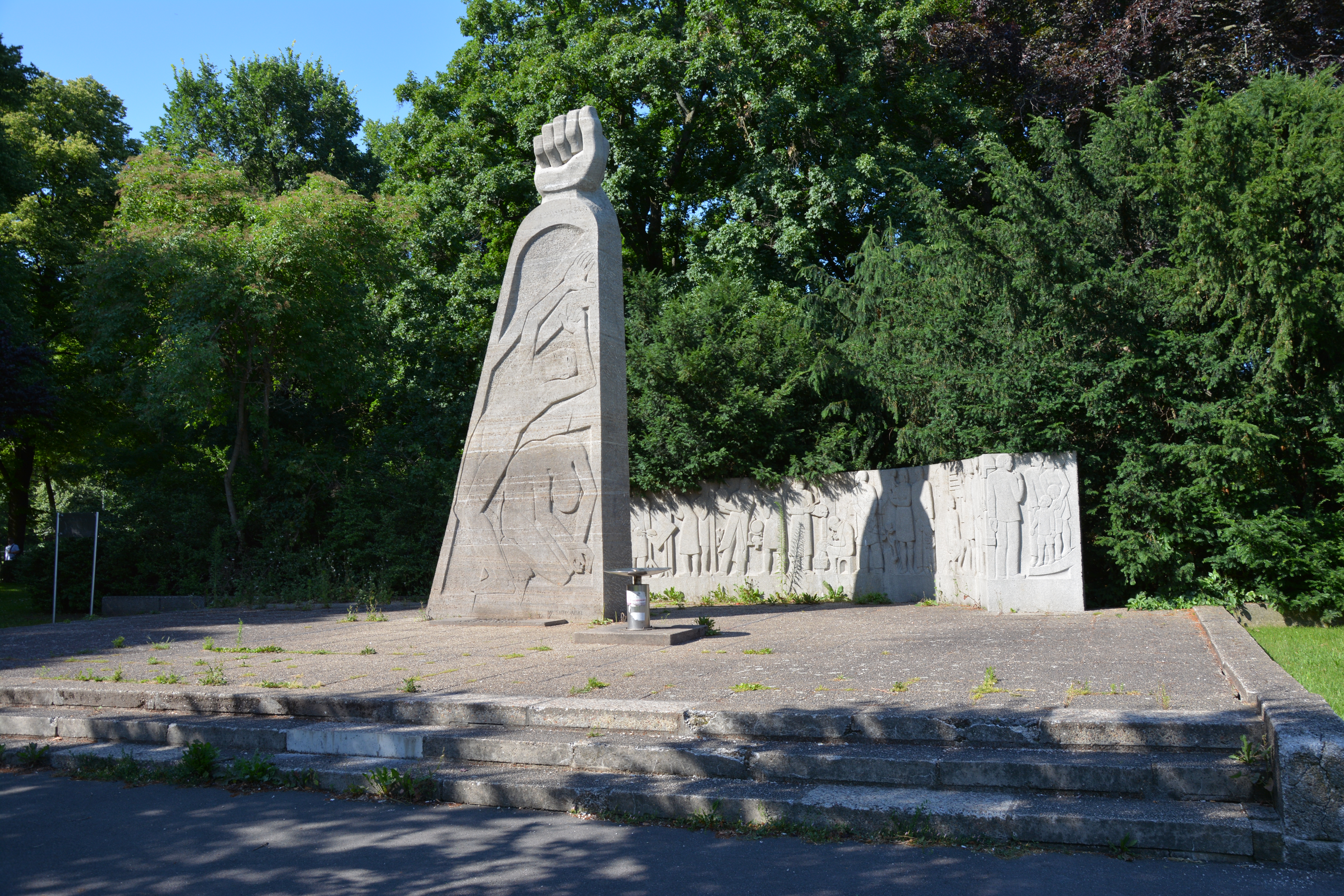
Denkmal Köpenicker Blutwoche, Platz des 23. April in Berlin-Köpenick

Die Liste der Opfer der Köpenicker Blutwoche führt in alphabetischer Reihenfolge Personen auf, die zwischen dem 21. Juni und dem 26. Juni 1933 getötet oder verletzt worden sind. M = Mordopfer, V = Verletzter.

## A
- Alfons Adam V[1]
- Johannes Altenberg V[1]
- Karl Anders V[2]
- Waldemar Arndt V[1]
- Fritz Ast V[1]
- Richard Aßmann M

## B
- Lothar Baer V[1]
- Walter Bauer V[3]
- Walter Berger V[4]
- Franz Bollfraß (Bollfrass) V[5]
- Bruno Borch V[6]
- Gustav Brose V[7]

## D
- Herbert Dzimbowski V[1]

## E
- Bruno Eichler V[6]
- Arthur Elfert V[8]
- Georg Eppenstein M
- Paul von Essen M
- Leonard Esser V[8]

## F
- Paul Feller V[9]
- Paul Fettke V[8]
- Karl Fischer V[4]

## G
- Herta Gley V[8]

## H
- Kurt Hagener V[10]
- Paul Halle V[1]
- Otto Hasche V[6]
- Heinz Haseloff V[4]
- Erich (oder Adolf) Haverland V[8]
- Werner Heber V[8]
- Dr. Werner HeilbrunnV[1]
- Hugo Helbing M[11]
- Rolf Hoffmann (Vater)V[12]
- Rolf Hoffmann (Sohn)V[12]

## J
- Hans Jacobsohn V[6]
- Erich Janitzky M

## K
- Albin Kabisch V[12]
- Franz Keller V[7]
- Kurt Keppler V[1]
- Götz Kilian M[13]
- Bernhard Klappert V[14]
- Arthur Klepzig V[8]
- Willi Klepzig V[8]
- Otto Kreide M[15]
- Frieda Krüger geb. Wermke V[1]
- Paul Küster V[16]
- Alfred Kuschke V[7]
- Paul Kuscheke V[8]
- Max Kutschenreiter V[2]

## L
- Karl Lange M[17]
- Lehmann M[17]
- Bruno Lobitz V[8]

## M
- Kurt Magdeburg V[18]
- Erwin Mante V[19]
- Albert Majchrzak V[10]
- Walter Majchrzak M[20]
- Majchrzak (Frau) V[2]
- Herbert Marker M[15]
- Mastalek (oder Mastaleck) M[21]
- Arthur Mestmacher V[22]
- Dr. Meier V[8]
- Karl Mönch V[8]
- Max Müller V[4]
- Max Müller (Ehefrau) V[4]

## N
- Emma Naumann V[2]
- Naumann V[2]
- Georg Nusche V[8]

## O
- Ernst Ordnung V[2]
- Fritz Otto M[23]

## P
- Willi Pätzel V[12]
- Willi Patermann V[6]
- Karl Pischel V[8]
- Fritz Pittel V[1]
- Kurt Pohle (Sohn von Paul Pohle) V[8]
- Paul Pohle M[24]
- Karl Pokern M
- Alfred Pusch M[25]

## R
- Erich Radke V[8]
- Karl Rakowski M[26]
- Fritz Rasch V[2]
- Fritz (oder Karl) Rebel V[8]
- Heinrich Reinefeld V[27]
- Heinrich Reinefeld (Sohn) V[1]
- Rohrbeck V[8]
- Paul Röhrens M[28]

## S
- Albert Schilling V[6]
- Wilhelm Schleue V[6]
- Anton Schmaus M
- Johann Schmaus M
- Katharina Schmaus V[29]
- Georg Schmittinger V[22]
- Schönfeld (Herr) V[6]
- Karl SchöpperV[14]
- Oswin Schwicht (Schuricht ?) V[30]
- Fritz Schulz (Vater) V[1]
- Fritz Schulz (Sohn) V[1]
- Walter Silberschmidt V[1]
- Josef Spitzer M[31]
- Paul Spitzer M[32]
- Käthe Stange V[1]
- Johannes Stelling M
- Karl Steuer V[6]
- Heinrich Stürmer V[1]

## U
- Paul Ufermann V[33]

## V
- August Villbrand V[8]

## W
- Franz Wätzow M[15]
- Erich Warmuth V[6]
- Rudolf Weck V[6]
- Kurt Wermcke V[6]
- Erich Wiebach V[4]
- Franz Wilczoch M[34]
- Paul Wilczock V[35]
- Karl William V[36]
- Karl William (Sohn 1) V[36]
- Karl William (Sohn 2) V[36]

## Z
- Otto Zimmermann V[37]
- Paul Zimmermann V[37]
- Reinhold Zimmer V[6]
- Reinhold Zimmermann (Ehefrau) V[6]
- Reinhold Zimmermann (Sohn Kurt) V[6]

## Dokumentation
Ein Teil der Opfer der Köpenicker Blutwoche ist durch Sterbeurkunden im Sterberegister des Standesamtes Köpenick und in den Sterbereigstern anderer Berliner Standesämter dokumentiert:
So existieren Sterbeurkunden zu:
Standesamt Köpenick:
- Paul von Essen: Sterbeurkunde Nr. 1933/346
- Erich Janitzky: Sterbeurkunde Nr. 1933/319
- Karl Pokern: Sterbeurkunde Nr. 1933/345
- Johann Schmaus: Sterbeurkunde Nr. 1933/362
- Josef Spitzer: Sterbeurkunde Nr. 1933/329
- Paul Spitzer: Sterbeurkunde Nr. 1933/334
- Johannes Stelling: Sterbeurkunde Nr. 1933/344
- Franz Wilczoch: Sterbeurkunde Nr. 1933/338[38][39]

Standesamt Grünau
- Hugo Helbing: Sterbeurkunde Nr. 1933/13[40]